# 西実世
西　実世（にし さねよ）は、戦国時代の武将。安芸国矢野（現在の広島県安芸区矢野）の国人領主・野間氏の家臣。後に毛利氏に仕えた。

## 生涯

### 主家滅亡
天文22年（1553年）正月、野間氏当主・野間隆実の加冠により元服。隆実の偏諱を受けて、実世を名乗った。
その翌年に毛利氏が大内氏に反旗を翻す。野間氏はいったんは毛利方に属したが、天文24年（1555年）3月になって敵対した。4月14日、野間氏の本拠・矢野保木城は毛利氏の猛攻を受けて陥落。野間家臣は麓の寺に集められて、皆殺しにされたという。実世の主家は、彼の元服から2年と4ヶ月で滅亡した。
なおこの時、当主の隆実は助命されており、15年後の元亀元年（1570年）春に死去している。

### 山里要害城番
生き残った実世は、毛利氏に仕えることになった。天文24年（1555年）8月22日、実世は毛利元就・隆元父子から「山里要害城番」を命じられている。指示書の中で父子は、恩賞の給地は子孫も知行できると約束しており、死の危険がともなう任務であったことをうかがわせている。同様の指示は末永彌六左衛門、新屋実満、蔵田彦五郎らにも出されている。彌六左衛門や新屋実満も実世と同様に野間氏の旧臣だった可能性が指摘されている。
天文24年8月の「山里」地域は、大内氏（陶氏）とこれに反旗を翻した毛利氏の勢力が対峙する極度の緊張状態にあった。実世らが城番となった「山里要害」は、たびたび陶方の攻撃を受けたらしい。
その後の実世の動向は不明だが、彼の次代とみられる西六右衛門も毛利氏に仕えており、天正19年（1591年）時点で、周防国玖珂郡に8石余の給地を持っている。